# Bruno Moreira Silva
Bruno Moreira Silva (født 12. november 1989) er en brasiliansk fodboldspiller.
Han har spillet for flere forskellige klubber i sin karriere, herunder FC Gifu.